# Споменик Јовану Јовановићу-Змају у Сремској Каменици
Споменик Јовану Јовановићу-Змају у Сремској Каменици, постављен је на Тргу који носи његово име и у непосредној близини куће у којој је провео последње године живота и где је умро. Споменик представља непокретно културно добро као споменик културе.
Скулптура под називом Јован Јовановић Змај са дететом и књигом је дело вајара Ивана Мештровића (1883-1962), коју је посредством др Милана Ћурчина, поклонио Матици српској 1954. године, а на данашње место је постављена тек двадесетак година касније, 1973. године. Реч је о позном Мештровићевом раду, једној за њега не баш типичној скулптури, незграпне композиције и претерано наглашене сентименталности.